# Dermamoebida
Dermamoebida – rząd ameb należących do supergrupy Amoebozoa w klasyfikacji Cavaliera-Smitha.
Należą tutaj następujące rodziny i rodzaje według Cavalier-Smitha:
- Rodzina Mayorellidae Schaeffer, 1926
  - Rodzaj Mayorella
- Rodzina Dermamoebidae Cavalier-Smith i Smirnov 
  - Rodzaj Dermamoeba
  - Rodzaj Paradermamoeba

W klasyfikacji Adl'a wyróżniamy następujące rodzaje:
- Dermamoeba
- Mayorella
- Paradermamoeba